# 東京都精神医学総合研究所
東京都精神医学総合研究所（とうきょうとせいしんいがくそうごうけんきゅうじょ、精神研、Tokyo Institute of Psychiatry）は、1973年（昭和48年）に東京都が全国に先駆けて設立した、心の病の原因究明や治療・予防、そして心の健康増進のための研究を行う精神医学専門の総合研究所である。現在は東京都神経科学総合研究所、東京都臨床医学総合研究所とともに公益財団法人東京都医学総合研究所として統合されている。

## 概要
東京都精神医学総合研究所は、精神障害の本態、成因、予防及び治療並びに精神的健康の保持増進に関する研究を総合的に行い、精神医学の振興を図り、その成果を普及することにより都民の医療と福祉の向上に寄与することを目的とし、次の事業を行っていた。
1. 精神障害の本態、成因、予防及び治療に関する基礎医学的、臨床医学的研究及び精神的健康の保持増進に関する研究
2. 前号に掲げる研究に係る成果の普及に関する事業
3. その他、上記の目的を達成するために必要な事業[2]

## 沿革
- 1973年（昭和48年）7月 ‐ 東京都精神医学総合研究所発足（10研究室）。
- 1981年（昭和56年）10月 - 財団法人東京都精神医学総合研究所となる。
- 1984年（昭和59年）7月 - 組織改正、2研究室（社会病理、分子生物学）の新設。
- 1990年（平成2年）8月 - 組織改正、12研究室を2研究系、12研究部門に再編。
- 1999年（平成11年）4月 - 財団法人東京都医学研究機構東京都精神医学総合研究所となる。
- 2001年（平成13年）4月 - 組織改正、2研究系12研究部門を、3研究系15研究部門に再編。
- 2005年（平成17年）4月 - 組織改正、3研究分野/基盤技術部門に再編。部門別研究体制からプロジェクト研究体制へ移行。
- 2011年（平成23年）4月 - 東京都医学総合研究所に統合合併。[1]

## 組織
- 精神疾患研究分野
- 社会精神医学研究分野
- 精神生物学研究分野
- 基盤技術部門
- 事務室

これらの分野の下に複数の研究プロジェクトチームが存在した。

## 所在地
〒156-8506 東京都世田谷区上北沢 2-1-6